# مالاكونتا (إففويا)
مالاكونتا (Μαλακώντα) هي مدينة في إففويا في مقاطعة كينتريكي إلادا في اليونان.